# 四ツ井樋駅
四ツ井樋駅（よついびえき）は、かつて長崎県北松浦郡佐々町大字佐々小浦免にあった運輸通信省松浦線の駅である。
かつては当駅から臼ノ浦方面への支線（後の臼ノ浦線）が分岐していたが、1944年（昭和19年）4月13日に本線との接続が廃止され、1945年（昭和20年）3月1日に駅自体が廃止となった（路線自体は存続）。

## 歴史
- 1931年（昭和6年）8月29日：佐世保鉄道により、四ツ指駅（よつゆびえき）として開業[1][2]。
- 1936年（昭和11年）10月1日：国有化と同時に四ツ井樋駅（よついびえき）に改称[3]。
- 1944年（昭和19年）4月13日：小浦 - 当駅間廃止により、支線の単独駅となる。
- 1945年（昭和20年）3月1日：実盛谷 - 佐々間線路付替えに伴い、廃止[1]。

## 隣の駅
運輸通信省
松浦線（支線）
佐々駅 - 四ツ井樋駅 - 肥前黒石駅
松浦線
小浦駅 - 四ツ井樋駅 - 佐々駅